# Sándor Kányádi

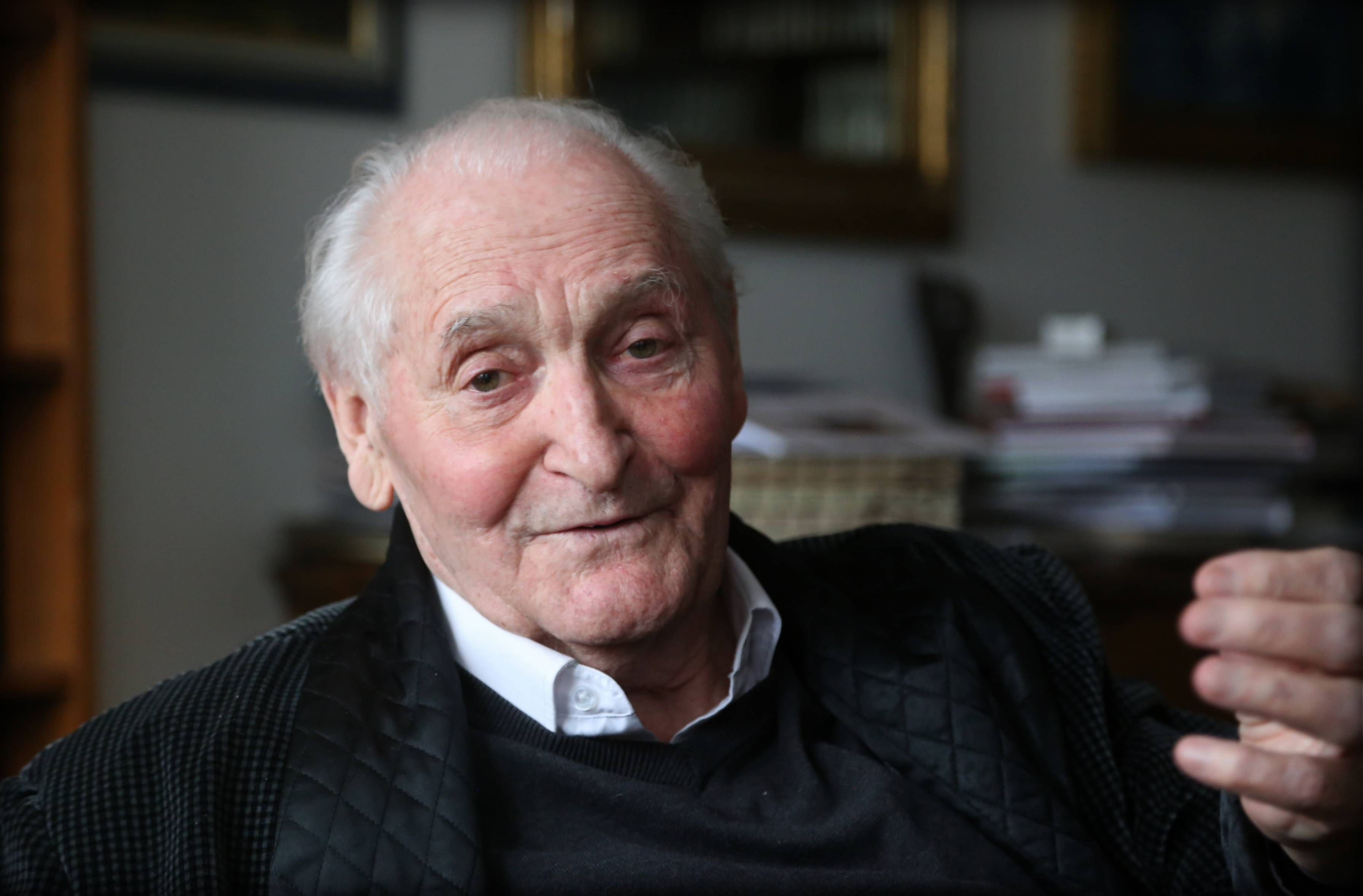
Sándor Kányádi

Sándor Kányádi (Nagygalambfalva, 10 mei 1929 – Boedapest, 20 juni 2018) was een Transsylvaans dichter.
Sándor Kányádi werd in Transsylvanië geboren, een streek in Roemenië waar een aanzienlijke Hongaarse minderheid woont. In de communistische tijd werd het spreken van deze taal door de Roemeense overheid sterk ontmoedigd. Kányádi kwam in deze periode op voor zijn moedertaal. Hij verbleef anno 2007 in zijn boerderij op het Transsylvaanse platteland en in Boedapest.
Hij schreef poëzie in het Hongaars. Zijn eerste bundel werd in 1955 gepubliceerd. Sindsdien verschenen verschillende gedichten in tijdschriften en enkele bundels in het Hongaars. Zijn werk is nauwelijks in het Nederlands vertaald. Één gedicht verscheen in het Hongaars en Nederlands in een bibliofiele uitgave bij Triona Pers.
- Bibsys: 90523519
- Bibliothèque nationale de France: cb14624528w (data)
- Gemeinsame Normdatei: 12895793X
- International Standard Name Identifier: 0000 0001 0885 9002
- Library of Congress Control Number: n82072891
- MusicBrainz: e2a0e281-1bdc-4986-9c3d-b6fc5ca66f70
- Nationale Bibliotheek van Tsjechië: xx0003566
- Nationale Bibliotheek van Israël: 987007301646205171
- Nederlandse Thesaurus van Auteursnamen: 073648280
- Système universitaire de documentation: 059321008
- Virtual International Authority File: 33063471
- WorldCat: E39PBJqw4kvTJHBMG6MMjVtVG3